# Ni juge, ni soumise
Ne doit pas être confondu avec Ni putes ni soumises.
Pour plus de détails, voir Fiche technique et Distribution.
Ni juge, ni soumise est un film de procès documentaire franco-belge, réalisé par Jean Libon et Yves Hinant, sorti en 2017.
Il montre le travail quotidien d'une juge d'instruction bruxelloise, Anne Gruwez. 
L'équipe de Strip Tease est derrière ce long-métrage réalisé dans le style du cinéma direct. Jean Libon, cocréateur avec Marco Lamensch de l'émission de documentaires diffusée sur la RTBF puis sur France 3 entre 1985 et 2012, et Yves Hinant, l'un de ses réalisateurs historiques, y avaient collaboré.

## Synopsis
Le documentaire suit le travail d'Anne Gruwez dans plusieurs affaires. Le fil rouge est un cold case (une affaire classée) concernant les meurtres de deux prostituées survenus dans les années 1990. En parallèle, on assiste au travail de la juge d'instruction dans ses auditions, et certains déplacements sur le terrain.

## Fiche technique
- Titre original : Ni juge, ni soumise
- Réalisation : Jean Libon et Yves Hinant
- Scénario : Jean Libon et Yves Hinant
- Photographie : Didier Hill-Derive
- Son : Yves Goossens-Barra
- Montage : Françoise Tourmen
- Sociétés de production : Le Bureau, en coproduction avec Artémis Productions, France 3 Cinéma, RTBF, VOO, BE TV et Shelter Prod, avec la participation de Canal+ et France Télévisions, avec le soutien de la Tax Shelter du Gouvernement Fédéral de Belgique, en association avec Cofinova 11 et Taxshelter. be
- Pays d'origine :  Belgique et  France
- Langue originale : français
- Durée : 99 minutes
- Genre : documentaire
- Dates de sortie :
  - France : 18 septembre 2017 (Festival du film grolandais) ; 7 février 2018 (sortie nationale)
  - Belgique : 21 février 2018

## Distribution
- Anne Gruwez : elle-même (la juge d'instruction)

## Accueil critique
Dans Télérama, Jérémie Couston rapproche ce documentaire de Délits flagrants de Raymond Depardon.
Didier Péron, pour Libération, estime que le film « témoigne en réalité du seul désir un peu anar, un peu charogne de ne se tenir borduré par aucun tabou, aucune limite ».

## Distinctions
- Magritte 2019 : Magritte du meilleur documentaire
- César 2019 : César du meilleur film documentaire pour Jean Libon et Yves Hinant
- Festival international du film de Saint-Sébastien 2017 : prix de la meilleure actrice (mention spéciale) pour Anne Gruwez[4].